# ढ
Cette page contient des caractères spéciaux ou non latins. S’ils s’affichent mal (▯, ?, etc.), consultez la page d’aide Unicode.
ढ, appelé ddha et transcrit ḍh, est une consonne de l’alphasyllabaire devanagari.

## Représentations informatiques
Ses Unicode sont :
| formes | représentations | chaînes de caractères | points de code | descriptions                                      |
| ------ | --------------- | --------------------- | -------------- | ------------------------------------------------- |
| pleine | ढ               | ढ                     | U+0922         | lettre devanagari ddha                            |
| morte  | ढ्               | ढ◌्                    | U+0922 U+094D  | lettre devanagari ddha, symbole devanagari virama |